# Arkalyk
Arkalyk (en kazakh : Арқалық Arqalıq, en russe : Аркалык) est une ville de l'oblys de Kostanaï, au nord du Kazakhstan. Elle a été le chef-lieu de l'oblys de Torgay, avant la suppression de celui-ci en 1997. Elle est actuellement le centre administratif de la région de Torgay.
Arlakyk est créée en 1956, et obtient le statut de ville en 1965. Elle est située à 400 km de Kostanaï, et à 600 km d'Astana. Sa population était de 28 169 en 2009, en forte régression par rapport à 1999 (45 736 habitants).
Le site du centre d'affaires d'Arkalyk indique qu'il s'agit d'une « cité de mineurs, d'administrateurs locaux, et de personnes excitées par l'idée de vivre dans un centre d'importance régionale ».
Arkalyk est au service du programme spatial soviétique, les cosmonautes atterrissant dans l'immense steppe kazakhe étant d'abord dirigés vers la commune avant leur retour à Baïkonour.

## Démographie
| Année | Population |
| ----- | ---------- |
| 1959  | 3609       |
| 1970  | 15108      |
| 1979  | 47693      |
| 1989  | 62367      |
| 1999  | 46084      |
| 2010  | 40813      |
| 2011  | 40555      |
| 2013  | 28247      |

## Transports

### Transport aérien
La ville est desservie par l'aéroport d'Arkalyk, situé à six kilomètres du centre, capable d'accueillir des avions de classe Tu-154 ou Tu-134. Durant l'époque soviétique, l'activité y était régulière, mais depuis le milieu des années 1990, l'aéroport est quasi abandonné, utilisé sporadiquement pour la recherche et la récupération des cosmonautes.

### Transport ferroviaire
Arkalyk est également reliée par le rail au centre régional (gare terminus sur une section de la ligne Esil-Derzhavinsk-Arkalyk).

### Transport routier
La route reliant Arkalyk à Kostanaï est difficile d'accès au printemps, après le dégel.

## Histoire
La fondation d'Arkalyk date de 1956, le peuplement servant alors de base à des géologues et à des entreprises de construction. Initialement, c'est également un dépôt de bauxite (roche constituant le principal minerai utilisé pour la production d'aluminium). Le 17 mai 1956, un décret conjoint au comité central du CPSU et au conseil de ministres d'URSS mentionne explicitement « les dépôts de bauxite d'Amangeldy, et l'activation des mines de bauxite de Torghaï ».
Dans les années 1960, Arkalyk est désignée comme centre de choc de formation du Komsomol. Des jeunes de toute l'URSS s'y retrouvent. Arkalyk est élevée au rang de ville en 1965 et elle devient le centre de la toute nouvelle zone de Torghaï en 1971.
Dans les années 1980, la ville atteint le sommet de son développement, produisant viande et produits laitiers, hébergeant des usines de céramique, de confection, de production de radios, de construction aéronautique (Aviamotornaya) et la mine de bauxite de Torghaï (TBRU) qui produisit jusqu'à 20 % du minerai de bauxite de l'URSS.
Mais malgré cet essor économique, la région de Torghaï reste à la traîne d'autres régions du Kazakhstan, à cause de l'importance de son secteur agricole qui représente toujours 90 % de son PIB. En conséquence de ses demandes répétées de subsides au Trésor national, la région est démantelée en juin 1988, et son territoire réparti entre les oblys de Kostanaï et de d'Aqmola. À la suite de ces changements, la ville n'étant plus un centre économique régional, une partie de ses infrastructures est délocalisée (par exemple, la radio locale) et ses sites industriels partiellement gelés.
En 1989, des habitants décidés d'Arkalyk constituent un comité destiné à restaurer l'oblys de Torghaï. Ils atteignent leur but en août 1990, et Arkalyk redevient un centre économique régional.
Le délitement de la ville commence en 1993 et 1994. La production s'essouffle et l'émigration vers d'autres régions du Kazakhstan, de la Russie, mais aussi de l'Allemagne progresse. La population se réduit. De 65 000 habitants en 1991, elle tombe à 61 000 en 1999, pour atteindre 28 000 habitants en 2009. Pendant les années 1990, les interruptions de services publics se multiplient (pannes prolongées d'électricité et de fourniture d'eau et de chauffage). En 1997, l'oblys de Torghaï est à nouveau démantelé et son administration redistribuée aux oblys de Kostanaï et d'Aqmola.
Quelques districts de la commune sont complètement abandonnés (une partie du 6e district et la totalité des 7e et 9e). Des entreprises d'autres régions du Kazakhstan viennent désosser les bâtiments existants pour en réutiliser les matériaux.
Au tournant des XXe et XXIe siècles, les autorités locales organisent la délocalisation des derniers résidents des districts abandonnés, vers le centre historique de la ville, de façon à réduire les coûts des services municipaux, et d'améliorer significativement les communications.
À l'heure actuelle, Arkalyk fait partie de la liste des villes du Kazakhstan en forte difficulté, compte tenu du fort niveau de chômage. L'industrie a presque complètement disparu, à l'exception de la mine de bauxite de Torgayskogo, qui fait partie d'« Aluminium du Kazakhstan ». Tout le minerai est ensuite transféré aux usines de traitement de Pavlodar, ou d'ailleurs. La création d'une fonderie d'aluminium à Arkalyk est problématique, en raison du manque d'eau.
Arkalyk semble partagée entre deux futurs possibles. D'un côté, la mine de bauxite, au rythme actuel d'extraction, s'épuisera d'ici quinze à vingt ans ; seule demeurera l'exploitation d'argile réfractaire. D'un autre côté, le sous-sol à faible profondeur (moins de cinquante mètres) est riche d'autres substances, de minéraux ou de cristaux permettant le développement d'activités liées à la bijouterie, à la taille de marbre noir et à l'exploitation d'eaux minérales, qui pourraient justifier le renouveau économique de la région.

## Structures éducatives
On trouve à Arkalyk :
- l'institut pédagogique d'Arkalyk, qui porte le nom d'I. Altynsarin ;
- le lycée de Torghaï ;
- le lycée agricole de Torghaï ;
- l'institut médical d'Arkalyk ;
- l'institut économique et de droit d'Arkalyk, Kazpotrebsoyuz ;
- l'université kazakho-turque d'Arkalyk.

## Environnement
La zone s'inscrit dans un paysage montagneux culminant à 390 mètres, avec un plus bas à 320 mètres d'altitude. Les réserves naturelles d'eau se réduisent à deux réservoirs souvent asséchés, Akjar au nord de la ville, et Arkalyksay au sud.

## Richesses naturelles
Six gisements de bauxite (Arkalyk, Lower Ashut, Ushtobe, Northern, Upper Ashut et Aktas), situés près de la ville, sont associés à l'exploitation d'argile réfractaire.
À cinq kilomètres d'Arkalyk, un gisement de plomb (Jana-Arkalyk) est en cours d'exploration. D'autres éléments tels que l'yttrium, l'or, l'argent et l'étain ont été identifiés. Les réserves en plomb de Jana-Arkalyk sont estimées à six millions de tonnes.
Trente-sept sites de matériaux de construction sont ou ont été exploités, dont vingt-huit ateliers de briques, quatre carrières de pierres et cinq de sable. À 70 kilomètres de la ville se trouvent un gisement de marbre blanc (white Akbulak marble) de l'ordre de 3 à 6 000 000 m3, ainsi qu'un dépôt de 8 000 000 m3 de marbre noir (Agirjal black marble).